# Ch-59 Ovod

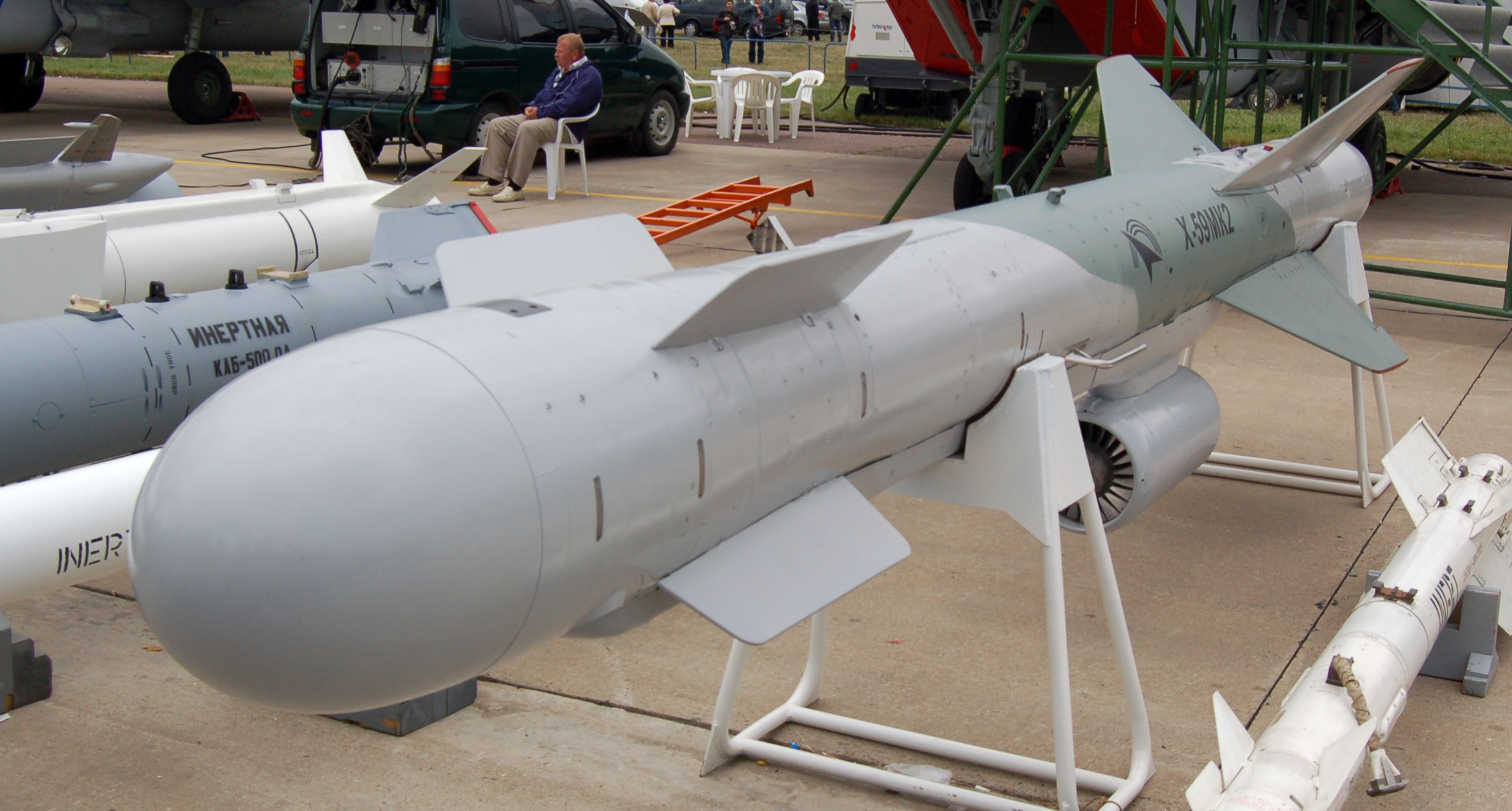
De Ch-59 Ovod in 2009

De Ch-59 Ovod (Russisch: Х-59 Овод) (NAVO-codenaam: AS-13 Kingbolt) is een Russische lucht-grondraket. De raket wordt aangedreven door een vastebrandstofmotor met poedervormige brandstof en heeft een bereik van ongeveer 40 km. Hij vindt zijn doel middels een traagheidsnavigatiesysteem voor de eerste fase van zijn traject en tv-geleiding voor de laatste fase. De piloot van het vliegtuig dat de raket lanceert kan tijdens de vlucht van de raket het doel nog aanpassen via een datalink. Er is ook een geavanceerdere variant ontwikkeld genaamd Ch-59M (NAVO-codenaam: AS-18 Kazoo) die dankzij het vervangen van de motor door een turbofan een bereik heeft dat bijna drie keer zo groot is als dat van de Ch-59.

## Proliferatie
De belangrijkste gebruiker is Rusland zelf, maar de raket wordt ook voor export aangeboden. Tot nu toe heeft alleen China de raket daadwerkelijk geïmporteerd.

## Specificaties (Ch-59M)
Bron:
- Producent: Radoega
- Functie: Lucht-grondraket (kruisvluchtwapen)
- Bereik: 115 km
- Topsnelheid: Mach 0,72 - 0,99
- Aandrijving: Turbofan onder het kruisvluchtwapen gemonteerd en vastebrandstof hulpraket bij de lancering.
- Lading: Holle lading, 87 kg
- Geleiding: TV en traagheidsnavigatie
- Massa bij lancering: 930 kg
- Lengte: 5,70 m
- Schachtdiameter: 38 cm
- Spanwijdte vinnen: 1,30 m
- Lanceerplatform:
  - Vliegtuigen
    - Soe-30MK
    - Soe-35
    - Soechoj Soe-57